# Дайдзёкан
Дайдзёкан, Дадзёкан или Палата большого государственного совета (яп. 太政官 дайдзё:кан) — высшее государственное учреждение периодов Нара, Хэйан и начала реставрации Мэйдзи в Японии.

## История
Разработанная в Кодексе Тайхо в 701 году структура государственного управления находилась в ведении Палаты большого государственного совета Японии — Дайдзёкана. Эта палата, равно как и подчинённые ему министерства, управляла всеми отраслями светской жизни японского государства. Наряду с Дайдзёканом существовал Дзингикан — Палата небесных и земных божеств, ведавшая делами синто, религиозными ритуалами, священничеством и святилищами.
К X—XI векам, ввиду усиления клана Фудзивара, которому традиционно стал принадлежать титул Императорского регента (фактического правителя государства), Дайдзёкан существенно потерял реальную власть, оставаясь в основном хоть и почётной, но формальной структурой.
Ко времени правления императора Комэй (середина XIX века) придворная японская аристократия кугэ начала объединяться с влиятельными провинциальными правителями, ставя перед собой целью укрепление центральной императорской власти и восстановление древних правительственных институтов. Однако необходимость решать насущные политические проблемы не позволила в ту пору пересмотреть и реформировать до реально действенного института управления архаичный Дайдзёкан.

### Реставрация Мэйдзи
Несмотря на отсутствие реальной власти у Дайдзёкана в период процветания клана Фудзивара, на протяжении веков указанная государственная структура показала себя достаточно действенным институтом управления государством.

### 1868
3 января 1868 года указ о реставрации Императорского правления определил новую систему центрального правительства Японии. Предполагалось существование трёх уровней руководящих должностей (三職): главы правительства, старших и младших советников. Председателем правительства стал принц Арисугава Тарухито, родственник несовершеннолетнего Императора Мэйдзи.
На заре эпохи Мэйдзи в Дайдзёкан входили в основном принцы, высшие придворные аристократы, провинциальные правители-даймё и высшая самурайская знать.
| Председатель (総裁) | Старшие советники (議定) | Младшие советники (参与) |

10 февраля 1868 года были образованы центральные правительственные учреждения — семь ведомств (七科). Их председатели (総裁) назначались из рядов старших советников. Эта система называлась «системой трех должностей и семи ведомств» (三職七科制).
| Председатель (総裁) | Старшие советники (議定) | Младшие советники (参与) |
| Семь ведомств (七科) - Канцелярия синто (神祇事務) - Императорская канцелярия (内国事務) - Иноземная канцелярия (外国事務) - Канцелярия флота и армии (海陸軍事務) - Счётная канцелярия (会計事務) - Судебная канцелярия (刑法事務) - Бюро систематизации (制度寮) |                          |                          |

25 февраля 1868 года состоялась реорганизация центрального правительства, в результате которой появилась новая «система трех должностей и восьми ведомств» (三職八局制). Ведомства были частично заменены канцеляриями и переименованы. Их председатели (総裁)(督) назначались из рядов старших советников, а их заместители (輔) избирались из состава младших советников. Основным правительственным учреждением выступала Главная канцелярия, которой руководил председатель правительства. Для помощи ему были созданы новые должности вице-председателей правительства, которые заняли Сандзё Санэтоми и Ивакура Томоми. Эта система действовала до 17 июня 1868 года, до вступления в силу указа о государственном устройстве.
| Председатель (総裁) - Заместитель (副総裁) | Старшие советники (議定) | Младшие советники (参与) |
| Восемь канцелярий (八局) - Главная канцелярия (総裁事務局) - Канцелярия синто (神祇事務局) - Императорская канцелярия (内国事務局) - Иноземная канцелярия (外国事務局) - Военная канцелярия (軍防事務局) - Счётная канцелярия (会計事務局) - Судебная канцелярия (刑法事務局) - Бюро систематизации (制度事務局) |                          |                          |

### 1868—1869
17 июня 1868 года, с вступлением в силу указа о государственном устройстве, система организации центрального правительства Японии была изменена. Три должности и восемь канцелярий отменили. Зато восстановили древнее название центрального правительства «Дайдзёкан» (Палата большого государственного совета), основали семь центральных ведомств — «советов» (七官) и внедрили по американскому образцу принцип разделения властей.
Законодательная власть (■) была представлена Законодательным советом. Он делился на две палаты — Верхнюю и Нижнюю. Нижняя палата состояла из региональных депутатов, возглавлялась председателем и занималась разработкой законопроектов. Верхняя состояла из младших советников, возглавлялась двумя старшими советниками и занималась принятием законопроектов. Судебная власть (■) принадлежала Судебному совету. Его председателю (知事) помогали заместители и судьи (判事). Исполнительная власть (■) была представлена 5-ю советами, главным из которых был Исполнительный совет. Его возглавляли два председателя, которые одновременно занимали должности старших советников. У них было 10 помощников (弁事). Остальные советы исполнительной ветви власти возглавлялись председателями того же уровня, что и председатели Судебного совета.
Формально главой правительства был Император Мэйдзи, однако фактически им руководили председатели Исполнительного совета Сандзё Санэтоми и Ивакура Томоми, которые также контролировали Законодательный совет.
Система семи советов действовала до 15 августа 1869 года.
| Дайдзёкан (太政官)             |                               |                                          |
| Законодательный совет (議政官) | Верхняя палата (上局)         | Старшие • младшие советники              |
| Законодательный совет (議政官) | Нижняя палата (下局)1         | Председатель (議長) • депутаты (議員)    |
| Исполнительный совет (行政官)  | Исполнительный совет (行政官) | Председатели (輔相)                      |
| Совет синто (神祇官)           | Совет синто (神祇官)          | Председатель (知事) Заместитель (副知事) |
| Иноземный совет (外国官)       |                               | Председатель (知事) Заместитель (副知事) |
| Военный совет (軍務官)         |                               | Председатель (知事) Заместитель (副知事) |
| Счётный совет (会計官)         |                               | Председатель (知事) Заместитель (副知事) |
| Судебный совет (刑法官)        |                               | Председатель (知事) Заместитель (副知事) |

1 5 декабря 1868 года на основе Нижней палаты был создан Публичный совет (公議所), который был реорганизован 15 августа 1868 года в Палату собрания (集議院).

### 1869
15 августа 1869 года Императорское правительство обновило свою структуру, взяв за образец организацию правительства японского государства 8 века периода Нара. Разделение властей отменили и установили систему «Дайдзёкан» (太政官制). Она предусматривала существование двух советов (二官) и шести министерств (六省), за что получила название «система двух советов и шести министерств» (二官六省制)
Структура Дайдзёкана в течение 1869—1871 годов. Система двух советов и шести министерств действовала до 29 августа 1871 года.
| Совет синто (神祇官) | - Председатель (伯) - Миссионеры (宣教使)                                                                                    | - Председатель (伯) - Миссионеры (宣教使) |                                                                             |
| Дайдзёкан (太政官)   | - Левый министр (左大臣) - Правый министр (右大臣) - Старший Императорский советник (大納言) - Императорский советник (参議) | - Министерство войны (兵部省) - Министерство двора (宮内省) - Министерство иностранных дел (外務省) - Министерство народных дел (民部省) - Министерство юстиции (刑部省) - Министерство финансов (大蔵省) | - Председатель (卿) - Старший заместитель(大輔) - Младший заместитель(少輔) |

### 1871
С 29 августа 1871 года до 22 декабря 1885 года действовала система трёх палат; частично было восстановлено разделение властей.

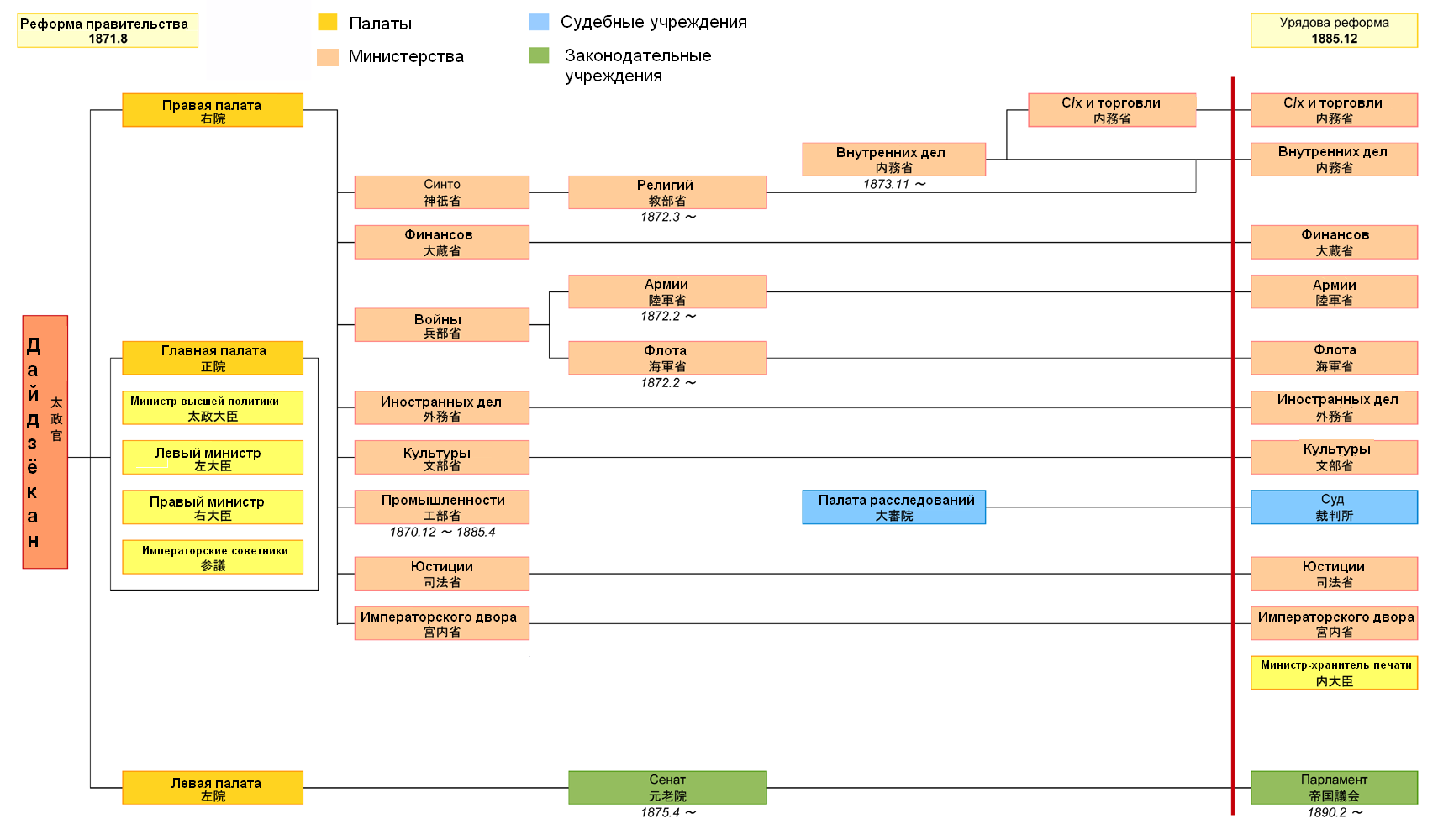
Структура Дайдзёкана в 1871—1985 годах

- Главная палата (центральный руководящий орган правительства)
  - Министр высшей политики
  - Левый министр
  - Правый министр
  - Императорские советники
- Левая палата (законодательная власть) → реорганизована в апреле 1875 года в Гэнроин
- Правая палата (исполнительная и судебная власть)
  - Министерство войны → реорганизовано в феврале 1872 в:
    - Министерство армии
    - Министерство флота

  - Министерство внутренних дел
  - Министерство Императорского двора
  - Министерство иностранных дел
  - Министерство культуры
  - Министерство промышленности
  - Министерство сельского хозяйства и торговли (с ноября 1873)
  - Министерство синто → реорганизовано в апреле 1872 в Министерство религий
  - Министерство финансов
  - Министерство юстиции
  - Палата расследований

### 1885
Несмотря на то, что с назначением императором Сандзё Санэтоми на пост дайдзё-дайдзина (главного министра страны), реальная власть Дайдзёкана была фактически восстановлена, современные политические реалии диктовали необходимость пересмотра существующих институтов власти и создания новой, более эффективной модели управления.
В декабре 1885 года старая система государственного управления была окончательно упразднена. Вместе с тем, в рамках сохранения придворных традиций, некоторые должности Дайдзёкана были сохранены либо в церемониальных целях, либо с изменением их фактического значения. Например, должность среднего министра (найдайдзина, фактически — министра двора) была оставлена в табели о рангах, однако функционально стала соответствовать должности министра — хранителя печати Японии.

## Должности
Главы учреждений:
- Главный министр — (太政大臣, дайдзё: дайдзин) — дайдзё-дайдзин;
- «Сведущий в делах Палаты большого государственного совета» — тидайдзё: кандзи;
- Левый министр — (左大臣) — садайдзин;
- Правый министр — (右大臣) — удайдзин;
- Средний министр (министр двора) — (内大臣) — найдайдзин;

Старшие помощники:
- Старший советник — (大納言) — дайнагон;
- Средний советник — (中納言, тю: нагон) — тюнагон;
- Политический советник двора — (参議) — санги.

Младшие помощники:
- Младший советник — (少納言, сё: нагон) — сёнагон;
- Главный левый инспектор — (左大弁) — садайбэн (надзирал за работой следующих министерств: среднего, гражданской службы, церемониального и министерства налогов);
- Главный правый инспектор — (右大弁) — удайбэн (надзирал за работой следующих ведомств: военного министерства, министерства юстиции, государственной казной и императорским двором);
- Первый помощник левого инспектора — (左中弁, сатю: бэн) — сатюбэн;
- Первый помощник правого инспектора — (右中弁, утю: бэн) — утюбэн;
- Второй помощник левого инспектора — (左少弁, сасё: бэн) — сасёбэн;
- Второй помощник правого инспектора — (右少弁, усё: бэн) — усёбэн;

Мелкие служащие:
- Внешний секретарь — (外記) — гэки;
- Первый левый секретарь — (左大史) — садайси;
- Первый правый секретарь — (右大史) — удайси;
- Помощники левого и правого секретарей — (史生, сисё:) — сисё